# Aeropuerto Internacional Sam Ratulangi

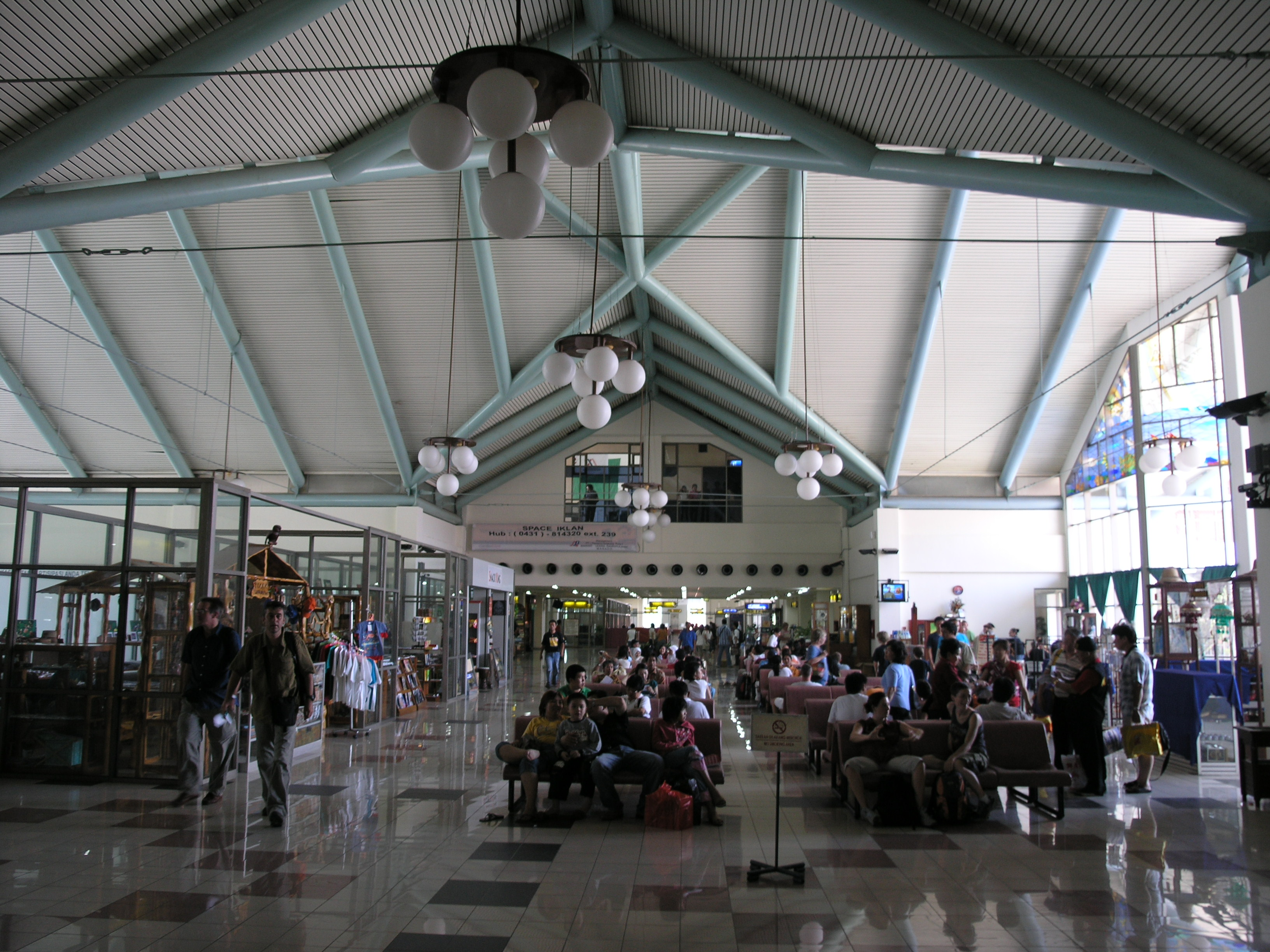
Sala de espera del Aeropuerto Internacional Sam Ratulangi.

El Aeropuerto Internacional Sam Ratulangi, es el principal Aeropuerto de la provincia de Sulawesi Septentrional, en Indonesia. El aeropuerto cuenta con vuelos internacionales directos a Singapur (Silk Air) y Dávao, en las Filipinas (Merpati).
El nombre del aeropuerto es un homenaje al educador y héroe nacional Sam Ratulangi.

## Aerolíneas y destinos
| Aerolíneas              | Destinos |
| ----------------------- | --- |
| Airfast Indonesia       | Chárter: Ambon, Timika                                                                                      |
| Batik Air               | Yakarta–Soekarno-Hatta                                                                                      |
| China Southern Airlines | Guangzhou                                                                                                   |
| Citilink                | Yakarta–Soekarno-Hatta, Makassar, Surabaya Chárter: Kunming                                                 |
| Garuda Indonesia        | Yakarta–Soekarno-Hatta, Makassar (reinicia 3 de mayo de 2024), Tokio–Narita                                 |
| Jeju Air                | Chárter: Seúl–Incheon                                                                                       |
| Lion Air                | Denpasar, Yakarta–Soekarno-Hatta, Makassar, Sorong, Surabaya Chárter: Changsha, Fuzhou, Guangzhou           |
| Scoot                   | Singapur |
| Super Air Jet           | Balikpapan, Bandung–Kertajati                                                                               |
| TransNusa               | Ambon (inicia 5 de abril de 2024), Denpasar (inicia 2 de abril de 2024), Sorong (inicia 5 de abril de 2024) |
| Wings Air               | Ambon, Gorontalo, Kao, Labuha, Luwuk, Melonguane, Palu, Tahuna, Ternate                                     |

1. ↑  «Angkut 189 Penumpang, China Southern Airlines Mendarat Perdana di Bandara Samrat». www.koran-metro.com (en indonesian).
2. ↑  Surabaya es continuación del vuelo a Makassar con el mismo número
3. ↑  «Garuda Indonesia secara bertahap tambah frekuensi penerbangan domestik». www.antaranews.com (en indonesian).
4. ↑  «Garuda Indonesia offers Tokyo's Narita - Manado round trip flight». en.tempo.co.
5. ↑  «JEJU AIR MAY 2023 INDONESIA CHARTERS». aeroroutes.com.
6. ↑  Denpasar es continuación del vuelo a Makassar con el mismo número
7. ↑  «Mulai 5 de abril de, Super Jet Layani Air Rute Manado-Balikpapan-Bandung, Dukung Konektivitas IKN».
8. ↑  Bandung–Kertajati es continuación del vuelo a Balikpapan con el mismo número
9. ↑  «Dapatkan sekarang!». www.tiket.com (en indonesian).
10. ↑  «Dapatkan sekarang!». www.tiket.com (en indonesian).
11. ↑  «Dapatkan sekarang!». www.tiket.com (en indonesian).
12. ↑  Ambon es continuación del vuelo a Ternate con el mismo número
13. ↑  Labuha es continuación del vuelo a Ternate con el mismo número
14. ↑  Melonguane es continuación del vuelo a Tahuna con el mismo número
15. ↑  Palu es continuación del vuelo a Luwuk con el mismo número

- Datos: Q1428685
- Multimedia: Sam Ratulangi Airport / Q1428685